# Carl Bass
Carl Bass est un ancien président et directeur général d' Autodesk, Inc., un fabricant de logiciels de conception 3D professionnels et d'applications grand public, et est cofondateur d'Ithaca Software, qui commercialise HOOPS, un système graphique 3D. Carl Bass est crédité de l'expansion d'Autodesk au-delà de son logiciel de base AutoCAD grâce à des acquisitions et au développement de nouveaux produits et à la transition de la conception basée sur des modèles 2D à la conception basée sur des modèles 3D.

## Jeunesse et éducation
Carl Bass est né à New York, d'un père chimiste et d'une mère institutrice. Après avoir commencé ses études à l'Université Cornell, il fait une pause pour construire des bateaux, des meubles et des sculptures à Seattle et dans le Maine pendant cinq ans. Il retourne à Cornell et obtinet un baccalauréat d'arts en mathématiques en 1983[réf. nécessaire].

## Carrière
En 1981, Carl Bass cofonde une société d'infographie appelée Flying Moose Systems and Graphics Ltd., qui est devenue Ithaca Software en 1986. La société commercialise HOOPS, un système graphique 3D développé à l'origine à l'Université Cornell au milieu des années 1980. Il est directeur technique et PDG d'Ithaca Software. Il rejoint Autodesk lorsque la société acquiert Ithaca Software en 1993, en tant qu'architecte en chef d'AutoCAD. En 1995, il est contraint de démissionner par Carol Bartz, alors présidente et directrice générale d'Autodesk, pour être réembauché cinq mois plus tard, après que les meilleurs ingénieurs d'Autodesk déclarent qu'ils avaient besoin de ses  compétences en matière de développement de logiciels.
Carl Bass quitte Autodesk en 1999 pour lancer Buzzsaw, un service en ligne de gestion de projets de construction, où il occupe les fonctions de président et de directeur général. Il est revenu chez Autodesk lorsque la société est rachetée en 2001. En plus d'être PDG de la société de 2006 à 2017, Bass occupe plusieurs postes de haut niveau chez Autodesk, notamment celui de vice-président exécutif et directeur de la stratégie de 2001 à 2002 ; vice-président exécutif principal du Design Solutions Group de 2002 à 2004 ; directeur de l'exploitation de 2004 à 2006 ; et directeur financier par intérim de 2008 à 2009.

## Poste permanent chez Autodesk
En 2006, Carol Bartz démissionne de son poste de PDG d'Autodesk, nommant Carl Bassla por la remplacer.
Au cours de son mandat de PDG, Carl Bass se concentre sur l'expansion de l'entreprise au-delà de son logiciel de base AutoCAD, grâce à des acquisitions et au développement de nouveaux produits et à la transition de la conception 2D à la conception 3D. Il met l'accent sur les marchés verticaux axés sur la conception basée sur des modèles, la simulation et la gestion du cycle de vie. Sous sa direction, Autodesk lance des produits destinés au grand public tels que SketchBook (en), une application mobile de peinture et de dessin comptant plus de 7 millions d'utilisateurs en novembre 2011. Carl Bass aide l'entreprise à développer des technologies de modélisation des données du bâtiment (BIM) et de conception générative. En mars 2008, Autodesk est classé numéro 25 sur la liste des « 50 entreprises les plus innovantes au monde » de Fast Company.
Carl Bass siège au conseil d'administration d' Autodesk, HP Inc., Zendesk Inc., Planet, VELO3D, Formlabs Inc, Box et Built Robotics. Il siège également au conseil d'administration du Cooper-Hewitt National Design Museum du Smithsonian, de l' Art Center College of Design, du California College of the Arts. Il est membre des conseils consultatifs de Cornell Computing and Information Science, de l'UC Berkeley School of Information et de l'UC Berkeley College of Engineering. Il agit actuellement en tant que conseiller auprès de Zoox Inc. et conseiller spécial auprès du PDG d'Alphabet, Larry Page.
Il annonce qu'il quitterait son poste de PDG d'Autodesk à compter du 8 février 2017. Il reste membre du conseil d'administration et conseiller spécial de la société.

## Vie privée
Carl Bass possède un atelier près de chez lui à Berkeley, en Californie, où il conçoit et fabrique des objets en bois, en métal et en pierre. Les projets de Bass incluent des meubles, des sculptures et une fusée en bois accessible qu'il a construit pour ses enfants, qui est exposée en permanence au Chabot Science Center.